# Ludwig Kraft

Ludwig Kraft

Ludwig Kraft (* 16. Oktober 1900 in Düsseldorf; † 20. Oktober 1991 in Remscheid) war ein deutscher Politiker (NSDAP).

## Leben und Wirken
Ludwig Kraft wurde 1900 als Sohn des Spenglers Ludwig Friedrich Wilhelm Kraft und seiner Ehefrau Henriette Josephine Christine, geborene Nähle, geboren. Nach dem Besuch der Volksschule in Düsseldorf wurde er zum Bankkaufmann ausgebildet. Von 1915 bis 1921 war er in diesem Beruf beim Barmer Bankverein in Düsseldorf angestellt, unterbrochen von einer halbjährigen Teilnahme am Ersten Weltkrieg im Reserve-Infanterie-Regiment Nr. 53 von Mai bis November 1918. 
Ab 1921 arbeitete Kraft – unterbrochen durch eine sechsmonatige Tätigkeit beim Bankhaus Falk 1922 – bei der Kohlenhandelsgesellschaft „Bergkohle“ in Düsseldorf, einer Tochtergesellschaft des Rheinisch-Westfälischen Kohlensyndikats in Essen. 1924 wurde Kraft Prokurist bei der Brauerei Gebrüder Dietrich AG in Düsseldorf. Am 22. Juli 1926 heiratete Kraft Helene Luven (* 2. September 1900 in Karlsruhe; † 7. April 2001 in Remscheid).
Zum 1. Oktober 1928 trat Kraft der NSDAP bei (Mitgliedsnummer 100.575). 1929 übernahm er seinen ersten Funktionärsposten, als er Gauschatzmeister im Gau Düsseldorf wurde.
Von März 1933 bis April 1938 gehörte Kraft dem Reichstag als Abgeordneter für den Wahlkreis 22 (Düsseldorf Ost) an. Vom 1. Dezember 1937 bis 1945 amtierte Kraft außerdem als Oberbürgermeister von Remscheid. Seit April 1945 war er in einem britischen Internierungslager inhaftiert. Nach seiner Entlassung arbeitete er als Versicherungskaufmann in Remscheid, wo er 1991 verstarb.